# Gran Partita
De Serenade nr. 10 voor blazers in Bes, beter bekend onder de naam Gran Partita, KV 361/370a, is een serenade van Wolfgang Amadeus Mozart geschreven voor dertien instrumenten (vgl.twaalf blazers en contrabas). Het stuk werd waarschijnlijk gecomponeerd in 1781 of 1782 . De ondertitel "Gran Partita" op het manuscript bevat een spelfout en is niet in Mozarts handschrift. Het bestaat uit zeven delen.

## Compositie
Sommige vooraanstaande autoriteiten op muziekgebied (Köchel, Tyson en Edge) suggereren dat de papier- en watermerken van dit werk bewijzen dat het geschreven is in de jaren 1781 of 1782. Dat het werk speciaal geschreven werd voor een openbaar concert door Anton Stadler op 23 maart 1784 is minder waarschijnlijk, omdat deze uitvoering geen bewezen connectie heeft met de ontstaansdatum en slechts een ante quem-markeert. Het handschrift van dit werk bevat 24 bladen van papiertype 57. Vier andere composities die op dit papier geschreven werden, kunnen met zekerheid worden gedateerd in 1781. Het werd aangetoond door Alan Tyson dat dit feit overtuigend genoeg is om te veronderstellen dat KV 361 werd gecomponeerd in 1781. Er is geen enkel bewijs dat de 24 bladen van dit papiertype die in het manuscript van KV 361 werden gebruikt ooit bedoeld waren voor iets anders dan KV 361. Het is duidelijk uit het patroon van papiergebruik af te leiden dat KV 361 de hoofdreden was waarvoor Mozart dat papiertype aanschafte. Documentenonderzoek toont ook aan dat er veel aandacht was voor blaasmuziek in het Wenen van 1781. De uitvoering van slechts vier delen in 1784 deed veronderstellen dat het werk in twee delen geschreven zou zijn, maar deze opvatting is nu verlaten.

## Instrumentatie
Het werk is geschreven voor 2 hobo's, 2 klarinetten, 2 bassethoorns, 2 fagotten, 4 hoorns en contrabas. De volgens de oorspronkelijke partituur ad libitum contrabaspartij wordt weleens gespeeld op contrafagot, maar dat is niet de bedoeling: de partij bevat pizzicato-aanduidingen bij sommige passages.

## Delen
De serenade bestaat uit de volgende zeven delen:
- I. Largo. Molto Allegro
- II. Menuetto
- III. Adagio
- IV. Menuetto. Allegretto
- V. Romance. Adagio
- VI. Tema con variazioni
- VII. Finale. Molto Allegro

Het openingsdeel begint met een langzame introductie in Bes-majeur waarin tutti gepuncteerde ritmes tegenover solo's van klarinet en hobo worden gezet. Dit leidt naar het Allegro moderato, geschreven ineen monothematische sonatevorm. Het eerste thema van de expositie zit eerst in Bes-majeur in de klarinetten, en komt later terug in en gewijzigde vorm in F-majeur in de bassethoorns en hobo's als het tweede thema. Dit thema wordt gevarieerd in de doorwerking en komt terug in de reprise, ditmaal beide keren in Bes-majeur.
Het tweede deel is een menuet met twee contrasterende trio's. Het menuetdeel is in Bes-majeur en gebruikt alle instrumenten intensief. Het eerste trio is geschreven in Es-majeur en gebruikt alleen de klarinetten en bassethoorns. Na dit eerste trio wordt het menuet herhaald. Het tweede trio is in de afgeleide toonsoort g-mineur en gebruikt vooral de solohobo, -bassethoorn en -fagot.
In het derde deel met de aanduiding Adagio, in Es-majeur met een doorgaande beweging in syncopen gedurende het hele deel, afgewisseld met lyrische legato sololijnen van de hobo, klarinet en bassethoorn.
Het vierde deel is een tweede menuet; net als het tweede deel heeft het twee trio's. Het snelle, staccato menuet is in Bes-majeur. Het eerste trio, steekt daarbij af met minder staccato-noten en is in de parallelle kleine terts toonsoort, bes-mineur. Nadat het menuet wordt herhaald, wordt het tweede trio gespeeld. Dit deel is in F-majeur en is voornamelijk legato.
Het vijfde deel, met de titel Romanze gaat terug naar het langzame tempo en het Es-majeur van het derde deel. Het deel begint en eindigt met een Adagio-deel in de tonica en in driedelige maatsoort met veel lange noten in de melodie. Als contrast me deze passages is er een Allegretto-deel tussendoor, dat is geschreven is in c-mineur en een doorgaande puls in de fagotten bevat.
Het zesde deel is een verzameling van zes variaties op een andante-thema in Bes-majeur. Het thema wordt voornamelijk door de soloklarinet gespeeld. De variaties maken gebruik van diverse ritmische motieven en hebben vaak solo-instrumenten, in de eerste variatie bijvoorbeeld de solohobo. In tegenstelling tot de andere variaties die allemaal in Bes-majeur zijn, is de vierde variatie is in bes-mineur. De laatste twee variaties zijn in tempo's verschillend van de rest van het deel: de vijfde heeft de tempo-aanduiding Adagio, terwijl de zesde Allegretto heeft meegekregen. De laatste variatie is ook in driedelige maatsoort, in tegenstelling tot de andere variatie in tweedelige maatsoort.
Het zevende en laatste deel is een rondo. Het deel heeft veel tutti passages waarin de hobo's en klarinetten in unisono spelen, vooral in het rondo-thema. Als het thema daarna steeds terugkomt, is er een steeds grotere mate van interactie tussen de instrumenten.

## Verwijzingen in populaire cultuuruitingen
- In de film Amadeus uit 1984 is de eerste ontmoeting van Antonio Salieri met Mozart tijdens een uitvoering van dit werk. Salieri was tot dan toe niet onder de indruk van Mozarts onbeschofte gedrag, maar als hij naar de muziek op de partituur kijkt beschrijft hij de schoonheid van de inzet van de solohobo in het derde deel, gevolgd door die van de klarinet. Hij zei erbij: “This was no composition by a performing monkey. This was a music I'd never heard. Filled with such longing, such unfulfillable longing. It seemed to me that I was hearing the voice of God.”[2] Het is op dit punt dat Salieri zich voor het eerst afvraagt hoe God een ordinaire man als Mozart kon kiezen om zijn stem te zijn, wat het hoofdthema van de film wordt.
- In How I Met Your Mother seizoen 4, aflevering 2; "The Best Burger in New York", wordt het derde deel gespeeld terwijl Marshall "de beste burger in New York" prijst.[3] Het is een parodie op bovengenoemde scène uit de film Amadeus".
- In de film "Bright Star" uit 2009 wordt het derde deel a capella gezongen, tijdens een diner. Het wordt ook gebruikt tijdens de aftiteling als achtergrondmuziek bij John Keats' voordracht van het gedicht "Ode to a Nightingale".